# Brauerei Carl Bremme
Die Brauerei Carl Bremme war eine Brauerei. Sie wurde von Carl Bremme († 1883) aus Unna im August 1842 an der Ecke Färberstraße/Berliner Straße in Barmen-Heckinghausen gegründet und wuchs im ersten Viertel des zwanzigsten Jahrhunderts zu einer der größten Brauereien des Rheinlandes. Die Produktion wurde 1992 eingestellt.

## Geschichte

### Gründung und Aufbau der Brauerei
| Jahr    | Hektoliter |
| ------- | ---------- |
| 1867    | 2.000      |
| 1874    | 6.000      |
| 1883    | 44.000     |
| 1888    | 60.000     |
| 1892    | 81.000     |
| 1899    | 135.000    |
| 1905    | 150.000    |
| 1913/14 | 100.336    |
| 1929/31 | 130.385    |
| 1942    | 105.000    |
| 1945    | 60.000     |
| 1946    | 32.000     |
| 1948/49 | 32.051     |
| 1949/50 | 48.967     |
| 1950/51 | 68.244     |
| 1952    | 80.000     |

Brauerei Carl Bremme im frühen 20. Jahrhundert mit dem noch erhaltenen Hauptgebäude im Vordergrund

Carl Bremme, Gründer der Brauerei

Bereits 1842 wurde in der von Carl Bremme an der Ecke Färberstraße / Berliner Straße in Barmen der Braubetrieb aufgenommen. Ab 1845 wurde neben dem eigenen Gaststättenbedarf auch für den Markt des Bergischen Landes gebraut, 1848 wurde der Betrieb an die Reichsstraße in Barmen verlegt, damals beschäftigte die Brauerei fünf Brauburschen und fünf Lehrlinge. 1866 wurde die erste Dampfmaschine und 1869 die von Carl von Linde erfundene Kältemaschine installiert. 1870 wurde der Betrieb an die Albertstraße auf dem Heidt verlegt und ab 1874 zu einer industriellen Braustätte ausgebaut. 1876 trat Carl Bremmes Sohn Gustav Bremme (Kommerzienrat seit 1913) als Brauer in den Familienbetrieb ein, seine Brüder Emil Bremme und Adolf Bremme folgten 1879 respektive nach dem Tod des Vaters 1883. Im Jahr 1892 wurde ein Absatz von 81.000 hl erreicht. Emil und Adolf Bremme starben 1918, sodass die Unternehmensführung unter Gustav Bremmes Leitung (bis 1923) an die dritte Generation überging - namentlich auf Emil, Adolf und Karl Bremme sowie deren Teilhaber Alexander Dietz, Sohn eines Weggefährten des Gründers. Nach dem Verlust ihres Bruders Karl durch einen Autounfall und dem Tod von Alexander Dietz 1945 waren Emil und Adolf Bremme alleinige persönlich haftende Gesellschafter. Die Brauerei Carl Bremme war trotz der Schäden des Zweiten Weltkriegs und der Inflation in der Nachkriegszeit voll arbeitsfähig geblieben. Die Brauerei hatte auch eine Limonaden- und Flaschenbierabteilung (Stand: 1952).

### Übernahme durch die Wicküler-Brauerei
Die Brauerei Carl Bremme wurde später von der Wicküler-Brauerei übernommen. Nach der Veräußerung der Wicküler-Brauerei an die niederländische Grolsch-Brauerei wurde 1992 die Produktion in der Brauerei Carl Bremme eingestellt. Danach wurde das Bremme-Pils mit unveränderter Rezeptur an wechselnden Orten gebraut, unter anderem in Iserlohn. Zu Silvester 1996 wurde in den Wuppertaler Kneipen letztmals Bremme-Pils vom Fass ausgeschenkt; am 30. Juni 1997 kam die letzte Flasche Bremme-Bier in den Handel. Damit ging die anderthalb Jahrhunderte dauernde Tradition des Barmer Brauhauses zu Ende.

### Weiternutzung des Brauereigeländes
1995 wurde das Brauereigelände von der Gemeinnützigen Wohnungsbaugesellschaft Wuppertal (GWG) für 7,7 Millionen Deutsche Mark erworben. Das Bremme-Projekt wurde dem Aufsichtsrat der GWG gewinnbringend vorgestellt, jedoch erfüllten sich die Prognosen nicht. Im Zusammenhang mit dem folgenden GWG-Skandal wurden gegen Michael Hartmann, den damaligen Chefredakteur der Westdeutschen Zeitung, sowie Rainer Wolff, den Chef der Wuppertaler Rundschau Vorwürfe wegen Annahme von Zuwendungen laut. Das insgesamt rund 14.000 m² große Gelände der ehemaligen Brauerei stand lange Zeit weitgehend leer oder wurde städtebaulich ungeordnet genutzt. Konzepte des Weimarer Projektentwicklers Florana KG vom Ende des Jahres 2004 kamen auch in den Folgejahren trotz bestehender Genehmigung und Gutachten lange nicht zum Tragen. Ende 2010 eröffnete auf 9.000 m² ein Supermarkt. Im April 2016 verkaufte die GWG das Gelände an die Wuppertaler Immobilienkontor GmbH, die auf dem Areal 30 Einheiten für Wohnen und Arbeiten errichten will. Der an die Untere Lichtenplatzer Straße grenzende Teil des Geländes verbleibt im Besitz der GWG.

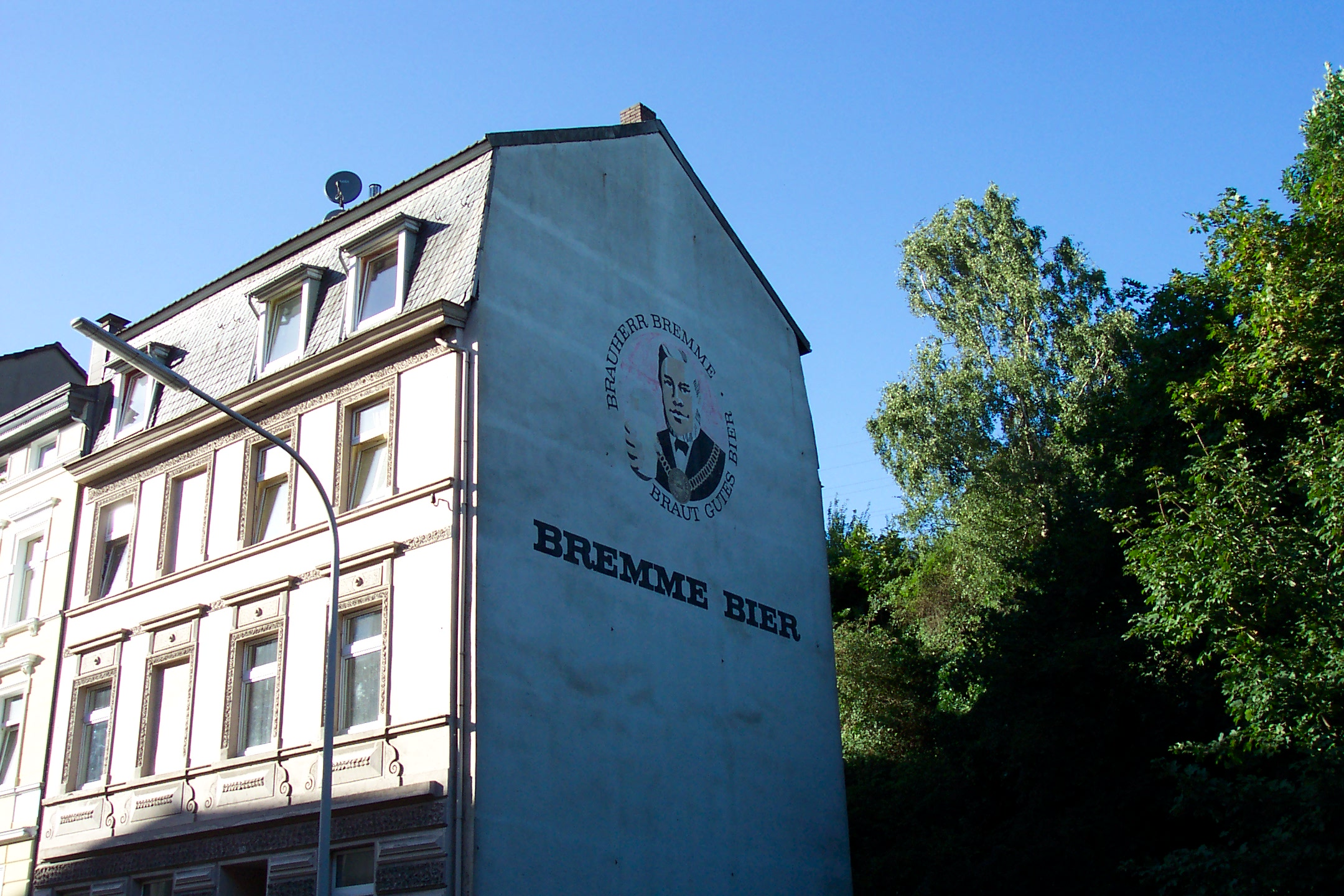
Eine Werbung auf einer Hauswand in der Nützenberger Straße ist noch Jahre nach der Einstellung der Bierproduktion erhalten geblieben.
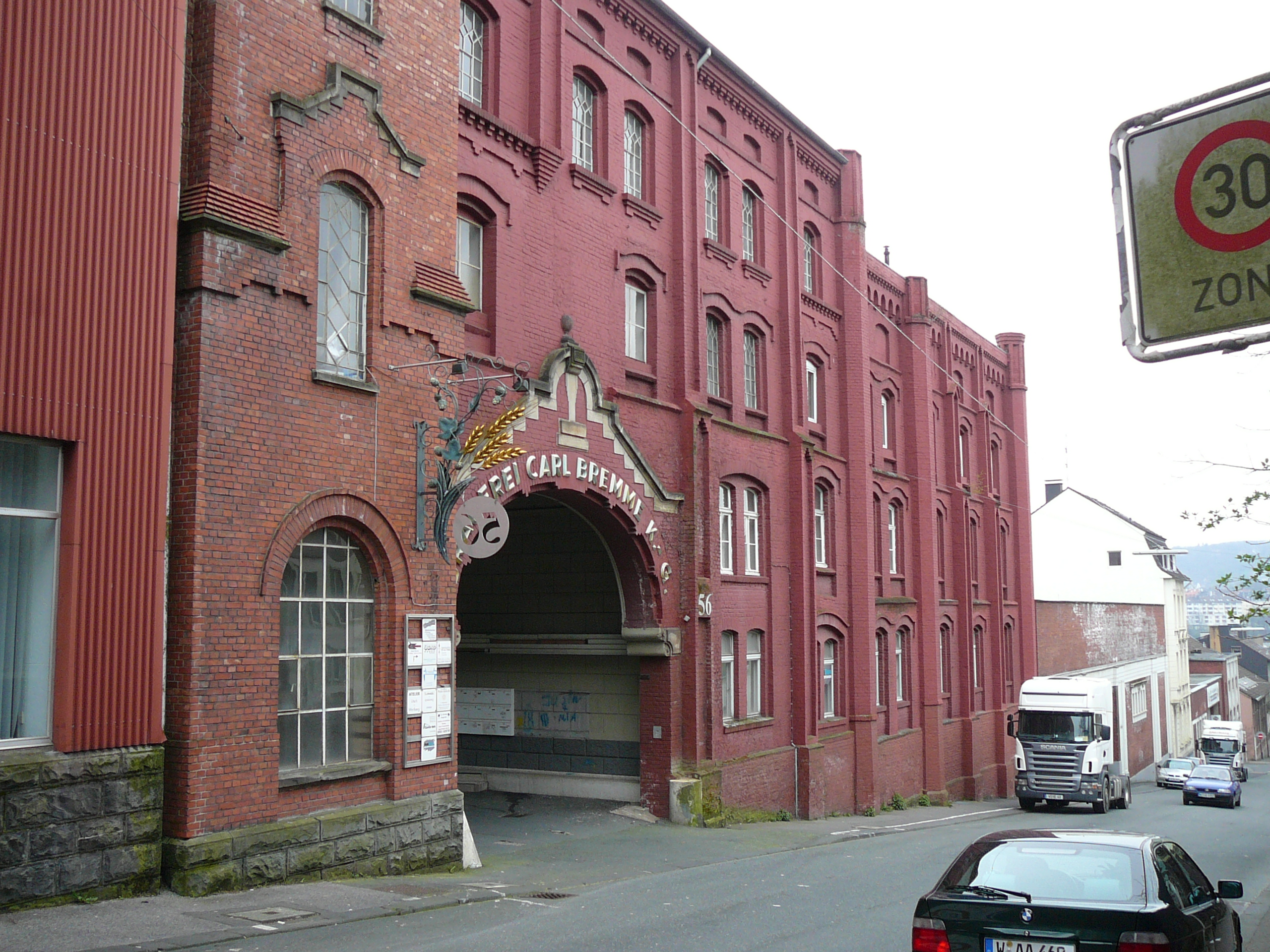
Denkmalgeschützter Eingang des ehemaligen Gelände an der Albertstraße
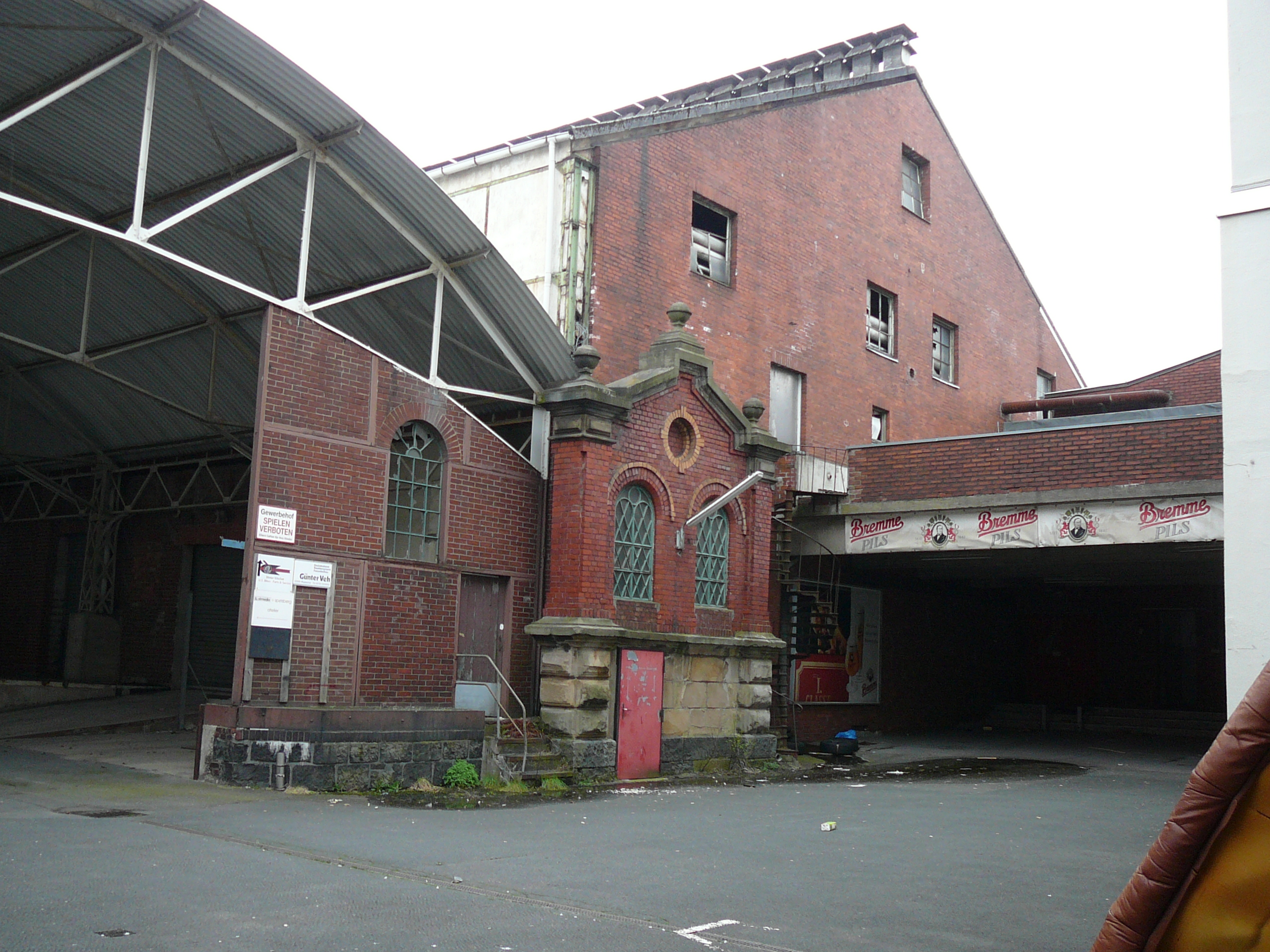
Der Innenhof des Brauerei-Geländes, mittlerweile einem Supermarkt gewichen
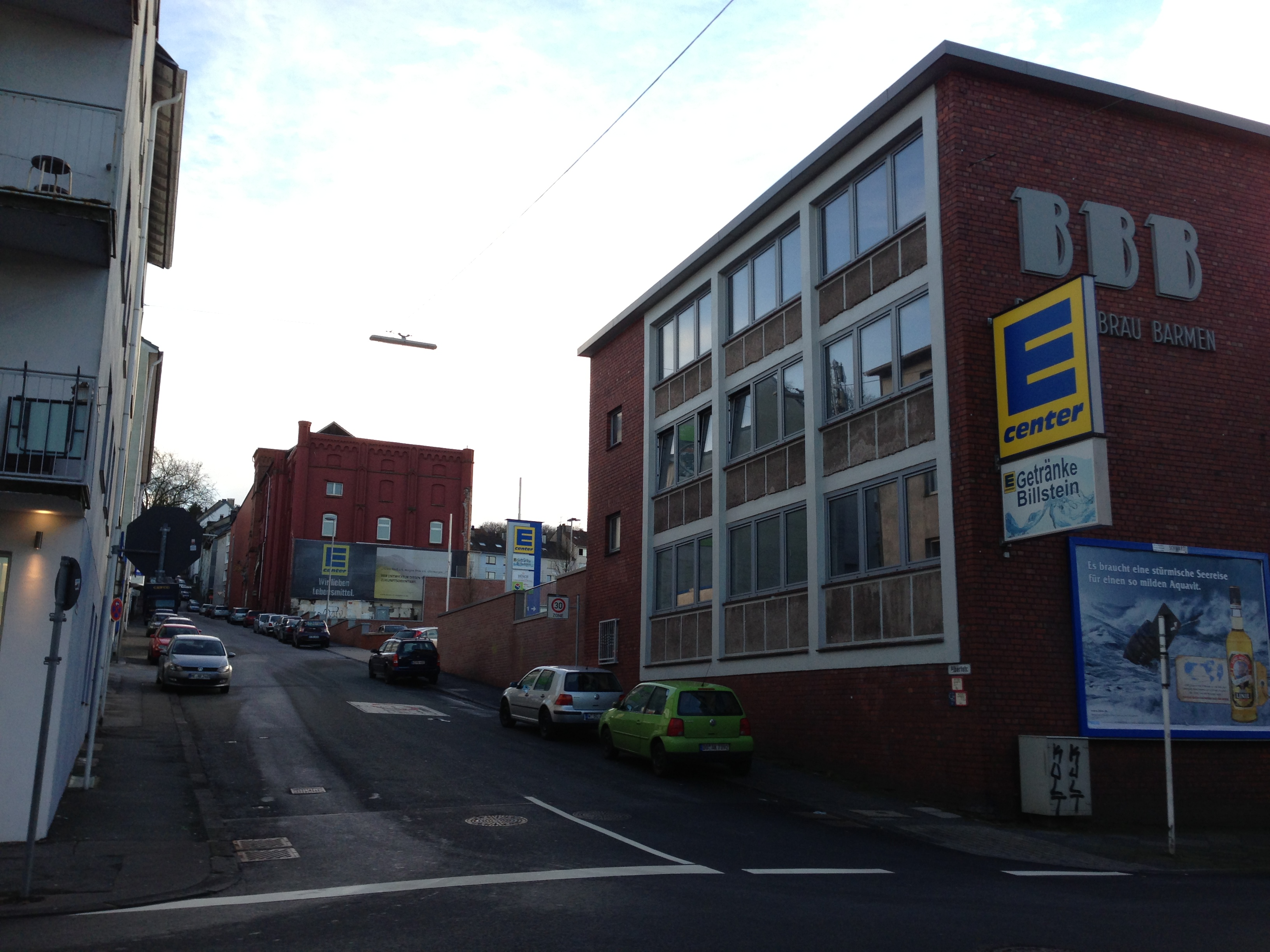
Heute befindet sich zwischen den historischen Gebäudetrakten ein Edeka-Markt

### Firmierung
- 1842–?000: Brauerei Bremme & Denninghoff
- 1880–0000: Brauerei Carl Bremme
- 1918–1982: Brauerei Carl Bremme OHG
- 1982–1986: Brauerei Carl Bremme KG
- 1986–1991: Privatbrauerei Carl Bremme KG
- 1991–1991: Privatbrauerei Carl Bremme GmbH & Co KG

## Produkte
In der Brauerei Carl Bremme wurden zahlreiche auch über die Stadtgrenzen hinaus bekannte Biersorten gefertigt. Ein Überblick:
- Brauherren Alt
- Bremme Bräu Barmen Alt
- Bremme Alt
- Bremme Bräu Barmen Obergärig-hell
- Bremme Obergärig-hell
- Bremme Brauherrn Pils
- Bremme Export
- Bremme Kraft Malz
- Bremme Meisterbock